# Mehmet Safranti
Mehmet Safranti (Kayseri, Turkije, 1973) is een Nederlands‑Turks politicus en actief lid van verschillende Turkse non‑profitorganisaties. Hij is sinds 2022 raadslid en fractievoorzitter voor DENK in Dordrecht.

## Biografie
Mehmet Safranti werd in 1973 geboren in Kayseri, Turkije. In augustus 1977 verhuisde hij met zijn gezin, als gastarbeider, naar Dordrecht in Nederland. Hij is getrouwd en heeft drie kinderen.

### Opleiding en loopbaan
Hij studeerde Public/Business Administration aan Fontys Hogescholen in Tilburg. Ook is hij sinds 2005 officieel scheidsrechter bij de KNVB in regio Zuid‑1.

## Politieke loopbaan
Safranti diende eerder als PvdA‑raadslid van 2010 tot 2014 in Dordrecht. In 2022 trad hij toe tot DENK en werd hij gekozen in de gemeenteraad van Dordrecht. Hij stond op plaats drie van de kandidatenlijst van DENK Dordrecht en werd met 627 voorkeurstemmen gekozen in de gemeenteraad.
In maart 2023 stond hij op nummer 10 van de landelijke DENK‑kandidatenlijst voor de Tweede Kamer en in  2023 op plek 5 van de kandidatenlijst van DENK bij de Provinciale Statenverkiezingen in Zuid-Holland.